# Lamarantarung
Lamarantarung is een bestuurslaag in het regentschap Indramayu van de provincie West-Java, Indonesië. Lamarantarung telt 6309 inwoners (volkstelling 2010).